# 紅鋸鱗魚
紅鋸鱗魚（学名：Myrispristis pralinius），又稱堅松毬、厚殼仔、鐵甲、金鱗甲、鐵甲兵、瀾公妾、鐵線婆，是輻鰭魚綱金眼鯛目的其中一種。分布于东到夏威夷群岛及土阿莫土群岛、西到红海及马达加斯加岛、南到新几内亚以及台湾南部及西沙群岛诸海域等，属于暖水性珊瑚礁区中小型底层海鱼。该物种的模式产地在New Ireland。

## 深度
水深30至50公尺。

## 特徵
本魚前鰓蓋骨下角無強棘，鱗片較平滑；鰓蓋膜在鰓蓋棘上方暗褐色或黑色，絕不達鰓蓋棘下方凹入部之下緣。有孔的側線鱗片35至42枚。體長約24至35公分。

## 生態
本魚棲息在珊瑚礁或岩礁的縫隙或洞穴中。擅長捕食甲殼類，在夜間也會游到岩礁旁的沙質底覓食，故胃中常雜有泥沙。

## 經濟利用
食用魚，但肉含水分多，故宜煎食或油炸等方法食用。